# Чечня під час російсько-української війни
Чеченська Республіка, широко відома як Чечня, є федеративною республікою Російської Федерації, яка була відзначена у кількох ролях під час російського вторгнення в Україну 2022 року. Сили кадировців воювали разом із військами російського вторгнення, батальйон Джохара Дудаєва воював разом із українськими захисниками, міжнародні ж мають ряд порівнянь між вторгненням і Першою та Другою чеченськими війнами.

## Проросійські сили

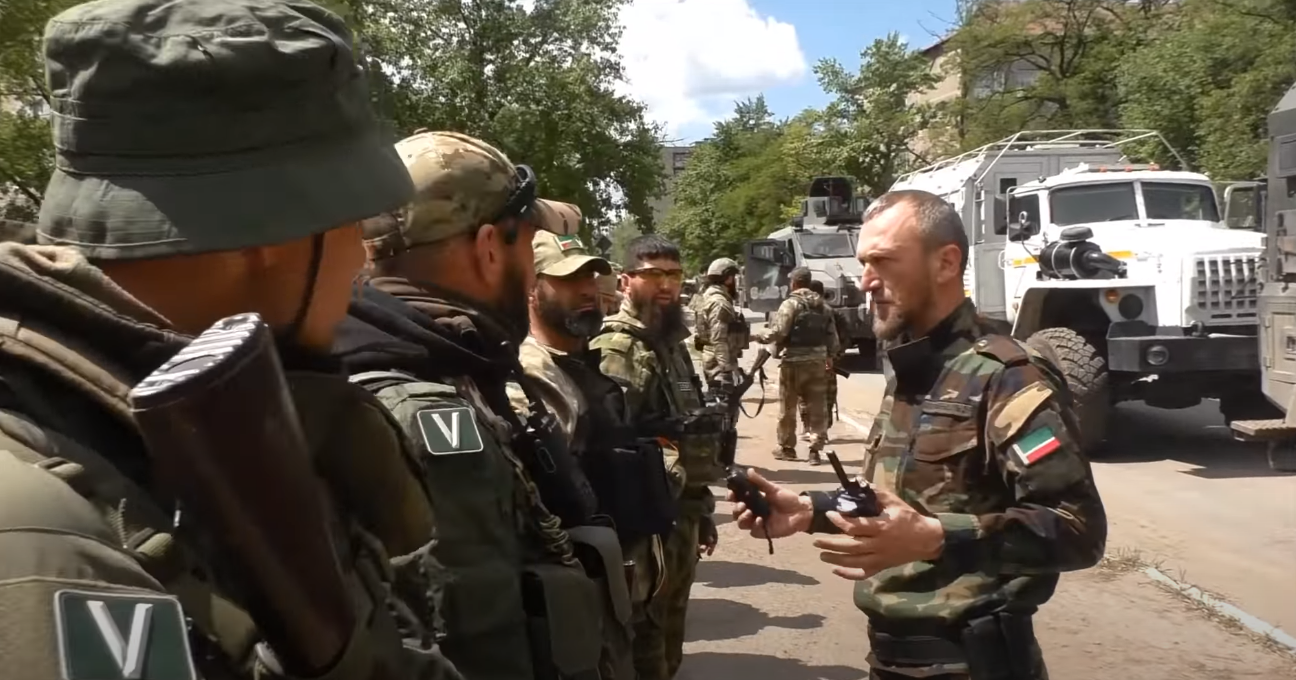
Чеченські війська разом із силами ЗС РФ та сепаратистськими бойовиками на Донбасі, 30 червня 2022 року.

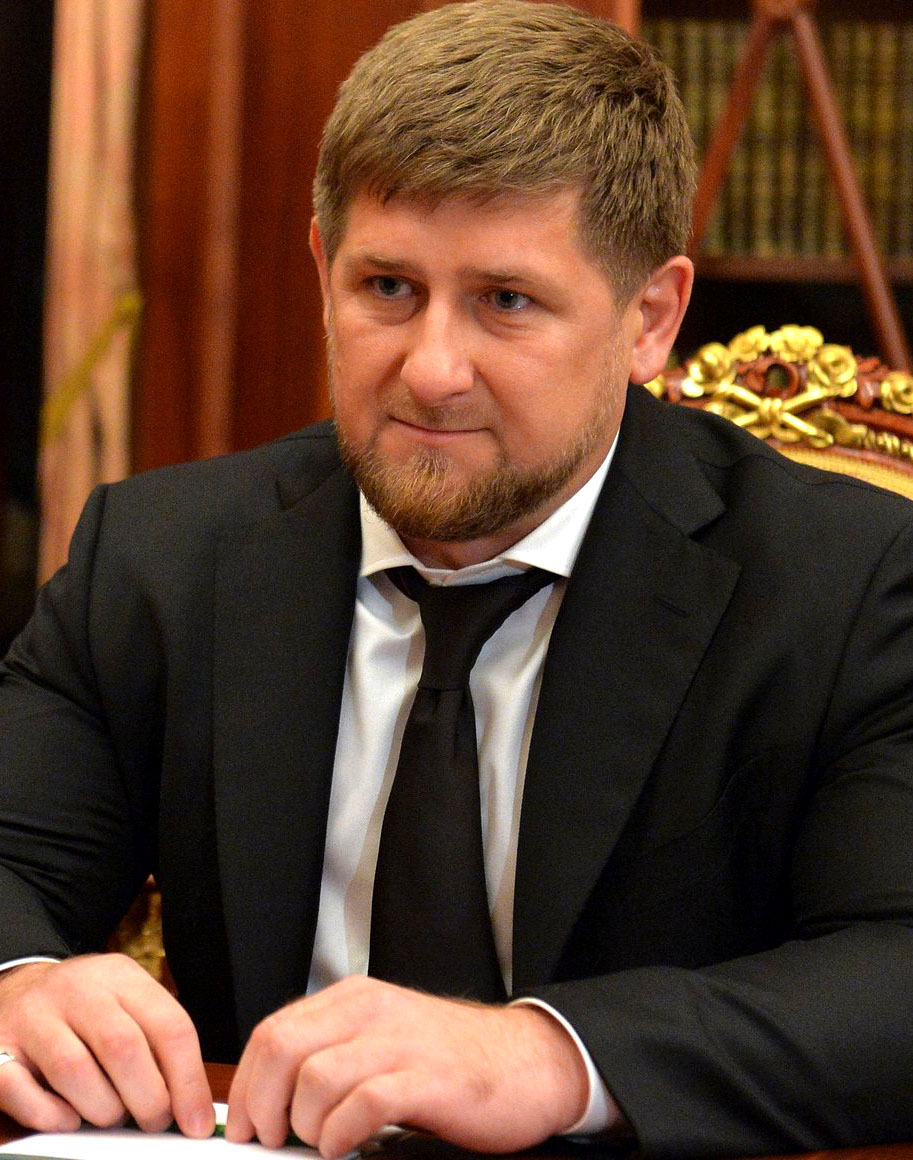
Рамзан Кадиров, лідер проросійських кадировців, які воювали проти України під час російського вторгнення в країну

26 лютого глава Чеченської Республіки Рамзан Кадиров заявив про введення чеченських збройних сил в Україну, заявивши, що Путін «прийняв правильне рішення, і ми будемо виконувати його накази за будь-яких обставин». Того ж дня російське державне ЗМІ RT опублікувало відео, на якому 12 000 чеченських солдатів зібралися на головній площі Грозного, столиці Чечні, і готувалися до війни в Україні.
За твердженням народного депутата України Олексія Гончаренка, в боях за аеропорт «Антонов» чеченські бойовики зазнали значних втрат убитими та полоненими. Глава Чечні Кадиров повідомив про двох убитих і шістьох поранених.
27 лютого українські військові оголосили, що знищили велику колону чеченського спецназу, що зібралася під Гостомелем. Невдовзі українські військові повідомили, що в бою в Україні загинув командир 141-го моторизованого полку гвардії Кадирова генерал Магомед Тушаєв.
28 лютого Кадиров опублікував повідомлення в Telegram, в якому сказав, що «вибрана тактика в Україні надто повільна», закликаючи російські сили до більш агресивних дій. 1 березня Кадиров опублікував ще один пост у Telegram, в якому говорилося, що двоє чеченських солдатів було вбито і шестеро поранено, і сказав, що вторгнення потрібно «перейти до широкомасштабних заходів».
Прессекретарка Світлани Тихановської Анна Красуліна стверджує, що велика кількість тіл загиблих чеченських солдатів таємно зберігається в моргах білоруського міста Мозир. Незалежних чи офіційних підтверджень цієї інформації немає.
3 березня The Times повідомила, що групу чеченських солдатів відправили на проникнення в Київ з метою вбивства президента України Володимира Зеленського, але групу нейтралізували після витоку інформації від антивоєнних елементів Федеральної служби безпеки Росії. Для бійців Кадирова мотивацією для участі у конфлікті заявлена помста за участь українських добровольців у першій та другій російсько-чеченських війнах на боці Чеченської Республіки Ічкерія.
14 березня Кадиров опублікував у соцмережах своє відео, на якому заявив, що перебуває в Гостомелі в рамках наступу Росії на Київ.  Незалежної перевірки його заяви не було. Інтернет-газета «Українська правда» стверджувала, що 16 березня вони обманним шляхом під виглядом російського ЗМІ «РИА Новости» змусили Кадирова отримати доступ до IP-адреси Кадирова, яка виявила, що геолокація телефону Кадирова — Грозний, Чечня, а не Україна. Пізніше прес-секретар Путіна Дмитро Пєсков заявив, що Кадиров "прямо не стверджував, що перебуває в Україні".
5 квітня Кадиров опублікував у Telegram відео, на якому група бойовиків нібито перебуває в полоні. Він заявив, що 267 бійців 503-го батальйону ВМС України здалися в полон Росії. Колишній військовослужбовець ВМС США Чак Пфаррер вважав заяву неоднозначною, пояснивши, що полонені були майже неушкодженими та були в одязі, який не відповідав офіційній формі української морської піхоти.
Наприкінці червня 2022 року Кадиров оголосив про створення чотирьох нових батальйонів лише з етнічних чеченців. За словами Кадирова, ці батальйони матимуть назви «Північ-Ахмат», «Південь-Ахмат», «Захід-Ахмат» і «Схід-Ахмат», і їх відправлять воювати в Україну.
На початку вересня 2022 року Кадиров оголосив про відправку в Україну ще двох чеченських батальйонів і опублікував у Telegram відео, на якому видно їх відхід. Про це повідомили на тлі відступу росіян з Харківської області.

## Проукраїнські сили
Багато чеченських груп утворилися або переїхали в Україну під час російського вторгнення в Україну. Кілька сотень бійців приєдналися до війни, більшість з яких приєдналися до однієї з кількох чеченських груп. Сьогодні на боці України воюють кілька чеченських добровольчих формувань. Деякі з цих груп почали діяти під час війни на Донбасі в 2014 році. Більшість бійців бачать бойові дії в Україні як спосіб продовження боротьби з Росією, наближення їх до кінцевої мети незалежності Чечні. У минулому чеченські групи в Україні критикували за наявність ісламістських елементів.
Однією з таких груп є батальйон імені Джохара Дудаєва , який налічує кілька сотень бійців і почав діяти під час війни на Донбасі. Ще одна чеченська група, яка воює з 2014 року, — це батальйон шейха Мансура, угруповання, яке критикують за вербування ісламістських членів і зв’язки з ісламістськими групами. Батальйон імені Шейха Мансура очолює Чеберлоєвський. Батальйон імені Шейха Мансура допоміг 25 членам очолюваного Чечнею сирійського ісламістського угруповання «Аджнад аль-Кавказ», включаючи його командира Абдула Хакіма аль-Шішані, долучитися до боротьби в Україні. У липні 2022 року батальйон імені Шейха Мансура оголосив, що поширить свої операції на Чечню.
Ще два озброєні батальйони, які воюють за Україну, — це оперативний загін імені Хамзата Гелаєва та окремий батальйон спеціального призначення, сформовані нещодавно. Окремий батальйон спеціального призначення, який входить до складу Іноземного легіону України, був сформований у липні 2022 року і претендує на роль збройних сил Уряду Чеченської Республіки Ічкерія у вигнанні. Окремий батальйон спеціального призначення очолює Зумсо Хаджі-Мурат, брав участь у контрнаступі на півдні України у 2022 році. Об’єднаний оперативний загін імені Хамзата Гелаєва, відносно секретна група, є ще однією чеченською групою, що діє в Україні.
22 вересня 2022 року голова уряду Чеченської Республіки Ічкерія у вигнанні Ахмед Закаєв заявив, що на боці України, крім батальйону імені Джохара Дудаєва, воюють ще чотири чеченські батальйони.

## Реакції
28 лютого Національна гвардія України опублікувала відео, на якому видно, як бійці полку «Азов» змащують кулі свинячим жиром, а спікер на відео каже: «Дорогі брати-мусульмани. У нас в рай не потрапиш. Вас не пустять у рай. Іди додому, будь ласка.».
У статті для Foreign Policy Джастін Лінґ заявив, що російські ЗМІ «використовують саму присутність чеченських солдатів в Україні як психологічну зброю проти українців», тоді як професор Оттавського університету Жан-Франсуа Рателле, що йдеться про те, щоб «змусити людей повірити, що те, що сталося». в Чечні станеться в Україні, що вони будуть лютувати містом, грабувати, ґвалтувати і вбивати». Александре Квахадзе з Грузинського фонду стратегічних і міжнародних досліджень заявив, що «записи та метадані показують, що більшість чеченських сил знаходяться щонайменше за 20 км від лінії фронту, єдине, що вони роблять, це записують відео, щоб мотивувати людей у Чечні та просувати образ воїна. Кадирова та його сил».

### Порівняння з російсько-чеченським конфліктом
Ряд коментаторів порівнюють російське вторгнення в Україну та війни 1990-х років між Росією та Чечнею, зокрема битвою під Грозним. Директор російської правозахисної групи «Меморіал» Олександр Черкасов заявив, що «Путін починав у Чечні так само, як і в Україні, і продовжує, коли ми переходимо на новий етап конфлікту. Це також почалося з війни, яка спочатку називалася «контртерористичною операцією» і не була описана як збройний конфлікт». Трейсі Герман з Королівського коледжу Лондона написала:
Здається, Путін очікував повторення рішучого захоплення Криму Росією в 2014 році або її вторгнення в Грузію в 2008 році, але те, що ми бачили, більше схоже на її інтервенцію в Чечні в грудні 1994 року, коли російські збройні сили спочатку не змогли повернути свої сили. військова перевага (безперечно в чисельності) у військовий і стратегічний успіх, а тисячі російських військ виявилися неспроможними убезпечити Північно-Кавказьку республіку... Тут є відгомін російського втручання в Чечню наприкінці грудня 1994 року, коли російське керівництво планувало масований бронетанковий наступ на чеченську столицю Грозний, маючи намір нанести рішучий удар за підтримки з повітря, розраховуючи на швидкість, щоб захопити чеченське керівництво шляхом здивувати і переконати, що Росія тримає ініціативу. Але чеченські війська вже давно були готові до удару по місту, і напад провалився.
Шотландський журналіст Ніл Ашерсон написав, що «план Путіна, здається, має два етапи. Спочатку військова перемога, досягнута в основному шляхом ізоляції опору в кількох містах, а потім обстрілу їх до почорнілої лушпиння, як росіяни зробили з Грозним у Чечні».